# Kapı Ağası
Kapı Ağası („Agha des Tores“) war bis zum Auftreten des Titels „Darüssaade Ağası“ oder „Kızlar Ağası“ im späten 16. Jahrhundert im Osmanischen Reich der Titel des obersten weißen Palasteunuchen. Der Kapı Ağası wurde in der Regel vom Sultan persönlich ausgesucht und wählte seinerseits die Palastdiener aus oder versetzte sie. Der Kapı Ağası diente als Vermittler zwischen dem Sultan und der Außenwelt. Er wachte über die Trennung zwischen Innerem (Enderûn) und Äußerem (Birûn) Palast, versinnbildlicht durch das „Tor der Glückseligkeit“ (Darüssaade). Der Kapı Ağası hatte den Rang eines Ministers. Eine weitere Aufgabe des Kapı Ağası war es, die Palastschule im Enderun zu leiten.